# Johann Karl Harries
Johann Karl Harries (* 11. September 1862 im Sandbeckerbruch bei Scharmbeck; † 18. Mai 1925 in Wesermünde) war ein deutscher Jurist, Rechtsanwalt und Kommunalpolitiker. 

## Biografie
Harries wurde auf dem Gut Sandbeck bei Scharmbeck geboren und wuchs dort auf. 1891 kam er nach seinem Studium der Rechtswissenschaften an der Friedrich-Wilhelms-Universität Berlin nach Lehe, heute Stadtteil von Bremerhaven. Hier war er seit 1892 als Rechtsanwalt und später auch als Notar tätig. 
Von 1900 bis 1903 war er Bürgervorsteher von Lehe und von 1904 bis 1924 ehrenamtlicher Senator im Magistrat der Stadt Lehe. Sein besonders Augenmerk galt der Entwicklung des Grundstückswesens der Stadt. Noch vor dem Ende der Monarchie 1918 wurde er mit dem Ehrentitel eines (königlich preußischen) Justizrats ausgezeichnet.
1924, nach dem Zusammenschluss von Lehe zur Stadt Wesermünde, wurde Harries in der letzten Sitzung des Leher Magistrats die Ehrenbürgerwürde von Lehe verliehen.

## Weblink
- Harries als Ehrenbürger Bremerhavens auf www.janmaat.de, nicht abrufbar am 6. Juli 2025

| Personendaten    | Personendaten                                        |
| ---------------- | ---------------------------------------------------- |
| NAME             | Harries, Johann Karl                                 |
| ALTERNATIVNAMEN  | Harries, Hans (Rufname)                              |
| KURZBESCHREIBUNG | deutscher Jurist, Rechtsanwalt und Kommunalpolitiker |
| GEBURTSDATUM     | 11. September 1862                                   |
| GEBURTSORT       | Sandbeckerbruch bei Osterholz-Scharmbeck             |
| STERBEDATUM      | 18. Mai 1925                                         |
| STERBEORT        | Wesermünde                                           |